# Hans Clausen
Hans Clausen (ur. 2 lipca 1971 w Esbjergu) – duński żużlowiec.

## Życiorys
W 1992 r. wystąpił w finale indywidualnych mistrzostw świata juniorów, zajmując w Pfaffenhofen an der Ilm IX miejsce. W latach 1990–2001 dziewięciokrotnie wystąpił w finałach indywidualnych mistrzostw Danii seniorów, w roku 2001 zdobywając w Outrup tytuł mistrza kraju. W tym samym roku wystąpił we Wrocławiu w finale drużynowego Pucharu Świata (w którym zawodnicy duńscy zajęli IV miejsce) oraz w turnieju o Grand Prix Danii (eliminacji mistrzostw świata), zdobywając 6 pkt do klasyfikacji generalnej, w której na koniec sezonu zajął 29. miejsce. 
W latach 1999–2002 występował w ligach w Polsce, kolejno w klubach: TŻ Opole (1999), Iskra Ostrów Wielkopolski (2000-2001) oraz GKM Grudziądz (2002).
Startował w lidze brytyjskiej, w barwach klubu z Peterborough (1993–1997, 2002).

## Starty w Grand Prix
| Sezon | Numer | 1   | 2   | 3     | 4   | 5   | 6   | Msc. | Pkt. |
| ----- | ----- | --- | --- | ----- | --- | --- | --- | ---- | ---- |
| 2001  | 23    | DEU | GBR | DNK 6 | CZE | POL | SWE | 29   | 6    |

| Statystyki        | Statystyki |
| ----------------- | ---------- |
| Starty            | 1          |
| Zwycięstwa        | 0          |
| Miejsca na podium | 0          |
| Finalista         | 0          |
| Punkty            | 6          |